# Кайман (БРДМ)
«Кайман» — білоруська легка броньована розвідувально-дозорна машина 4×4, що перебуває на озброєнні ЗС Білорусі з 2015 року. У 2018 році Кот-д'Івуар купив вісім автомобілів.

## Історія створення
Бронемашина була розроблена на 140-му ремонтному заводі у місті Борисів у Білорусі під керівництвом головного конструктора заводу Ольги Петровлої відповідно до вказівки президента Республіки Білорусь Олександра Лукашенка і вперше представлена у 2015 році .
2 травня 2017 року директор 140-го ремонтного заводу О. Чуряков повідомив в інтерв'ю, що заводом уже збудовано п'ять бронемашин, які пройшли випробування у 38-й окремій гвардійській десантно-штурмовій бригаді в Бресті та у 103-й гвардійської повітряно-десантній бригаді у Вітебську, отримали позитивні відгуки. Прийнята на озброєння Збройними Силами Республіки Білорусь .
7 серпня 2018 року вісім бронемашин «Кайман» були представлені на параді в Кот-д'Івуарі .
15 лютого 2019 року перші дев'ять бронемашин цього типу надійшли до збройних сил Білорусії (їх передали 103-й окремій гвардійській повітряно-десантній бригаді) .
У грудні 2021 року повідомлялося, що через санкції Європейського Союзу, накладені на 140-й ремонтний завод, було припинено постачання броньових листів із Фінляндії, внаслідок чого виробництво «Кайманів» зупинилося .
13 грудня 2022 року в ході повномасштабного російського вторгнення в Україну стало відомо, що в Берестейську область, що межує з українськими Волинню та Рівненщиною перекинуто 103-тю Вітебську окрему гвардійську повітряно-десантну бригаду. В складі ешелону з технікою направлено й три броньовані розвідувально-дозорні машини «Кайман». Експерти білоруського Гаюна припускають, що переміщення може бути ротацією підрозділів у прикордонні України, або бойовим злагодженням з підрозділами ЗС РФ.

## Опис
Передсерійні машини збудовані з використанням бронекорпусу БРДМ-2 . Серійні ж використовують нові бронекорпуси білоруського виробництва. Незалежна торсіонна підвіска, мости та колісні редуктори використовують агрегати від БТР-60.
«Кайман» на 67 % складається з білоруських комплектуючих .

### Рухливість
Кайман має 4-циліндровий дизельний двигун з турбонаддувом, рідинного охолодження, з вертикальним, рядним розташуванням циліндрів та безпосереднім упорскуванням палива Д-245 виробництва Мінського моторного заводу з електронною системою управління подачею палива та п'ятиступінчастою трансмісією. Автомобіль отримав п'ятиступінчасту механічну коробку передач. Є система централізованого підкачування шин .
Машина здатна перевозити шістьох людей десанту. Кайман здатний долати водні перешкоди завдяки новим водяним рушіям із двома гребними гвинтами по бортах. Днище — V-подібне і підсилене бронею .
Водометний рушій дозволяє машині розганятися до 7 км/год на воді .

### Озброєння

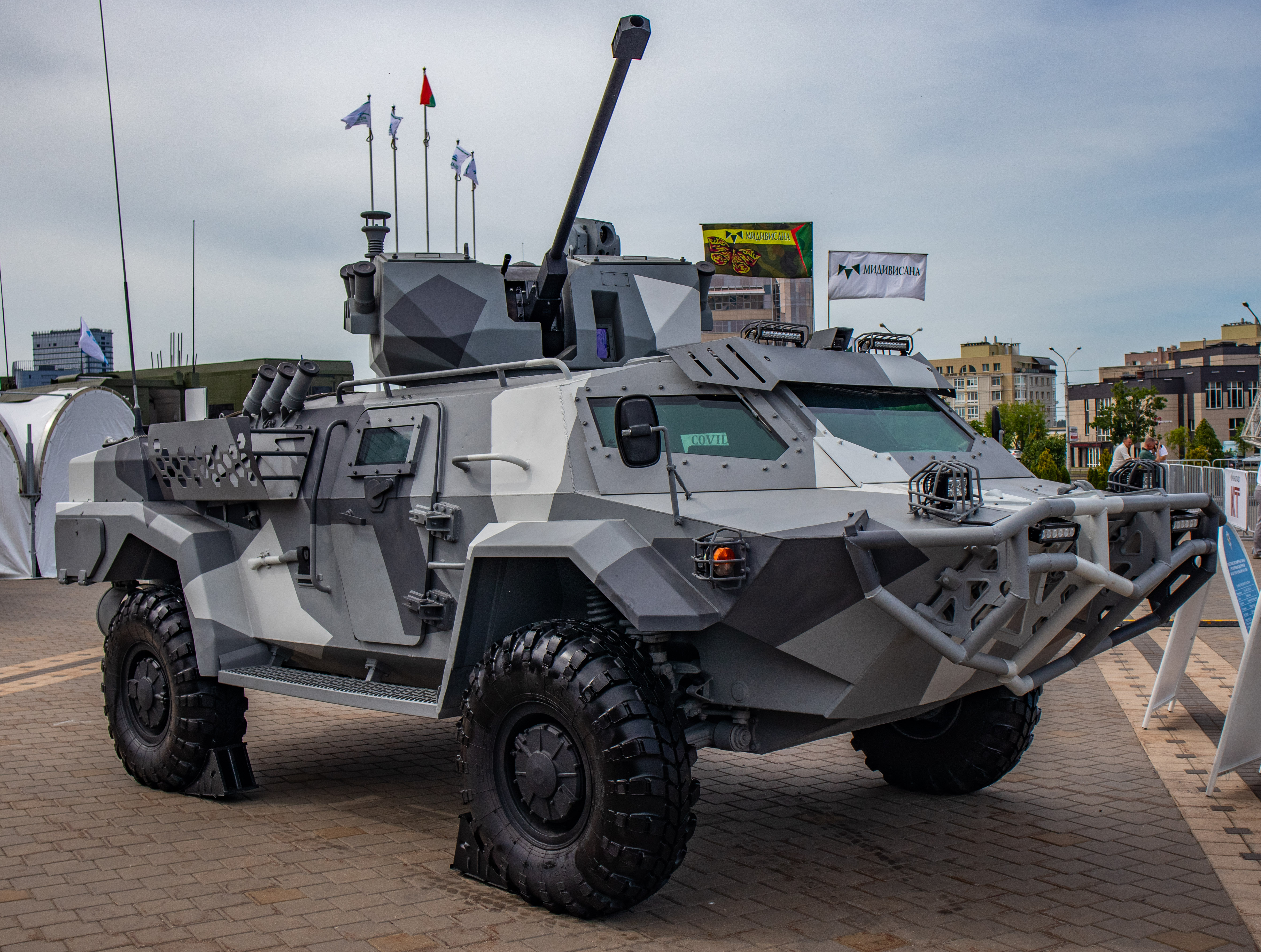
Бойова машина «Кайман» з бойовим модулем «Адунок» та автоматичною гарматою 30мм 2А42

Озброєння може встановлюватися на поворотний погон 7,62-мм кулемета Калашникова з боєкомплектом 2000 набоїв), 12,7-мм кулемет НСВТ (з боєкомплектом 300 набоїв) або 30-мм гранатомет АГС- 47с .
Крім того, встановлені шість 81-мм димових гранатометів .
У травні 2017 року було оголошено про можливість встановлення на бронемашину баштового бойового модуля « Адунок» .

### Захист
Броня, виконана за п'ятим класом захисту, тримає бронебійно-запальні кулі, випущені зі снайперської гвинтівки Драгунова. Камери встановлені спереду та позаду .

## Оператори
- : дев'ять одиниць МБТС «Кайман» станом на 15 лютого 2019 року[9]

На травень 2022 року понад 60 одиниць знаходилося в іноземних замовників, у тому числі :
- Кот-д'Івуар: вісім одиниць МБТС «Кайман» станом на серпень 2018 року[4].
- Судан: невстановлене число на листопад 2021 року[11].
- Ангола: кілька машин продемонстрували на військовому параді у листопаді 2022 року[12].

## Галерея

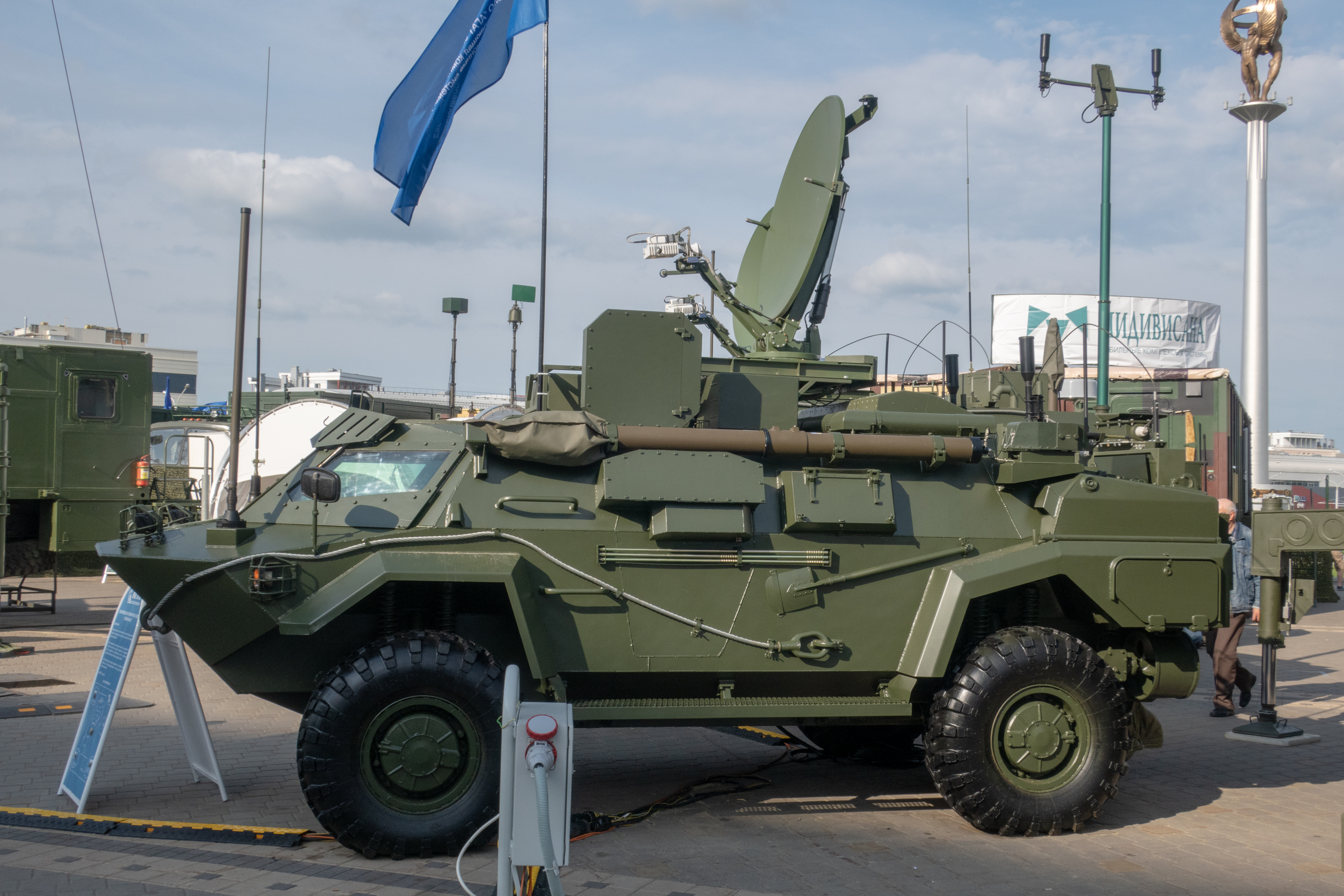
Комплексний апаратний зв'язок «Кайман-КАС» з модулем зв'язку замість озброєння
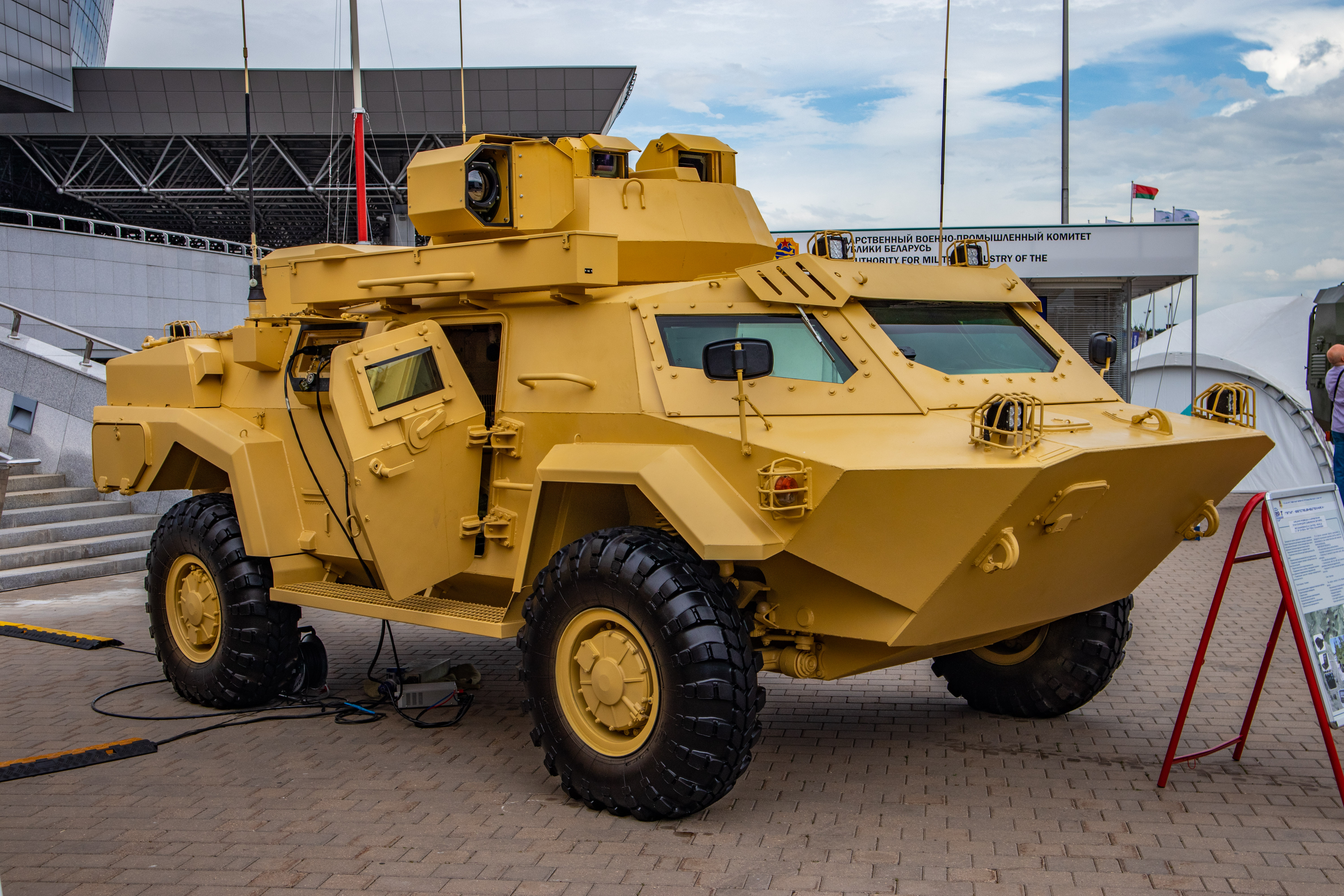
Машина розвідки та управління КМУ командира дивізіону чи батареї
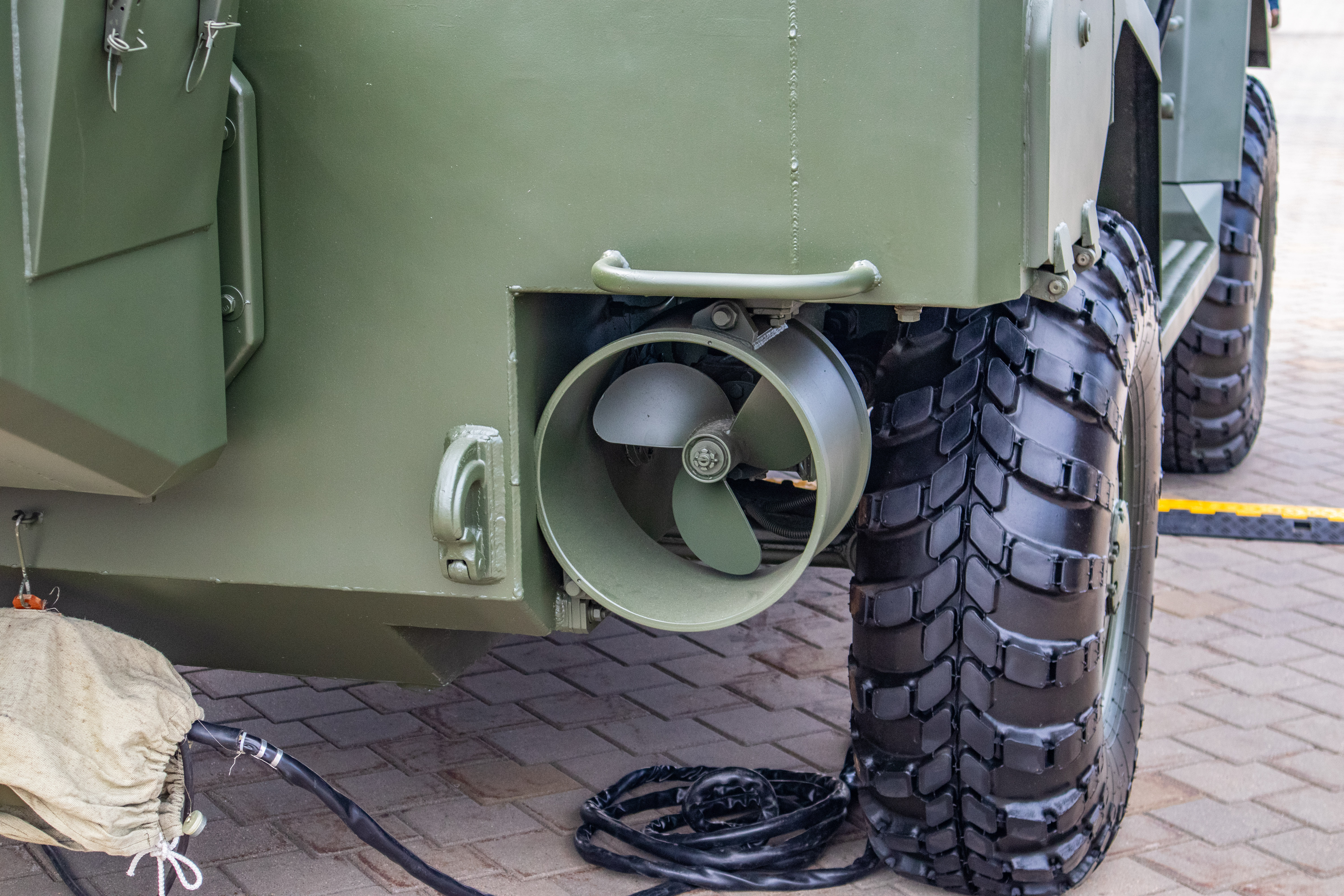
Водометний рушій